# Право на адекватно становање
Право на адекватно становање је економско, социјално и културно право на адекватан смештај и склониште. Признато је у неким националним уставима и у Општој декларацији о људским правима и Међународном пакту о економским, социјалним и културним правима. Право на адекватно становање се сматра самосталним правом у међународном праву људских права, што је јасно наведено у Општем коментару о адекватном становању из 1991. године од стране Комитета УН за економска, социјална и културна права. Аспекти права на адекватно становање према Међународном пакту о економским, социјалним и културним правима укључују: доступност услуга, инфраструктуре, материјала и објеката, правну сигурност власништва, погодност за живот, приступачност, локацију и културну адекватност.
Програм Уједињених Нација за људска насеља познат је као УН Хабитат.
Најмање 84 државе експлицитно помињу права на адекватно становање у својим уставима.

## Дефиниција
Члан 25 Опште декларације о људским правима признаје право на адекватно становање.
У Међународном пакту о економским, социјалним и културним правима, члан 11(1) такође гарантује право на адекватно становање.
У међународном закону људских права, право на адекватно становање се сматра самосталним правом. Ово је појашњено у Општем коментару бр. 4 о адекватном становању из 1991. године, који је издао Комитет УН за економска, социјална и културна права.
Принципи из Јогјакарте о примени међународног права о људским правима у вези са сексуалном оријентацијом и родним идентитетом потврђују да: „Свако има право на одговарајући смештај, укључујући заштиту од исељења, без дискриминације, и да ће државе а) предузети све неопходне законске, административне и друге мере како би осигурале сигурност стана и приступ приступачном, усељивом, приступачном, културно прикладном и безбедном становању, не укључујући склоништа и други смештај у хитним случајевима, без дискриминације на основу сексуалне оријентације, родног идентитета или материјалног или породичног статуса; б) предузети све неопходне законске, административне и друге мере како би забраниле извршење исељења која нису у складу са њиховим међународним обавезама у области људских права и осигурати да су адекватна и ефикасна правна или друга одговарајућа средства доступна свакој особи која тврди да је право на заштиту од присилних исељења повређено или је под претњом кршења, укључујући право на пресељење, што укључује право на алтернативно земљиште бољег или једнаког квалитета и на одговарајући смештај, без дискриминације.”
Право на адекватно становање је такође загарантовано у члану 28 Конвенције о правима особа са инвалидитетом, члану 16 Европске социјалне повеље (члан 31 Ревидиране Европске социјалне повеље) и у Афричкој повељи о људским и народним правима. Према Комитету УН за економска, социјална и културна права, аспекти права на адекватно становање према Међународном пакту о економским, социјалним и културним правима укључују: правну сигурност закупа, доступност услуга, материјала, објеката и инфраструктуре, приступачност, погодност за живот, приступачност, локацију и културну адекватност. Као политички циљ, право на адекватно становање је проглашено у говору Френклина Д. Рузвелта из 1944. године о Другом закону о правима.

## УН Хабитат
Право на адекватно становање била је главна тема Истанбулског споразума и Агенде Хабитата. То укључује правило о „промовисању, заштити и обезбеђивању потпуног и прогресивног остваривања права на адекватно становање“ у ставу 61. Програм УН за људска насеља је креиран током 2001. године. Програм је најважнији међународни форум за право на адекватно становање.

## Имплементације

### Јужна Африка
Једно од седам подручја фокуса јужноафричког програма за људска права је право на адекватан дом и то је више од пуког обезбеђивања грађевинског материјала.
Права као што су право на јавно учешће, једнакост, људско достојанство и приступ информацијама спадају међу међусекторска права повезана са правом на адекватно становање, како је навео Уставни суд у случају Влада Јужноафричке Републике и други против Грутбума и других 2001 (1) SA 46 (CC).
У Јужној Африци, члан 26. другог поглавља Устава утврђује да „свако има право на приступ одговарајућем становању“. Одељење за људска насеља задужено је за спровођење овог мандата. На основу недавних података, око 3,6 милиона Јужноафриканаца и даље живи у колибама или неформалним насељима (подаци из 2013. године), док се процењује да је око 200.000 бескућника или живи на улицама (подаци из 2015. године).
На основу анкете стручњака за људска права коју је спровела Иницијатива за мерење људских права 2019. године, Јужна Африка чини само 69,6% онога што би требало да буде могуће на њеном нивоу прихода у погледу права на адекватно становање.

### Сједињене Америчке Државе
Већина јурисдикција у Сједињеним Државама нема право на адекватан смештај. Један изузетак је Масачусетс, где породице (али не и бескућници) имају право на адекватан смештај. У Калифорнији, деца која су побегла од куће имају право да буду примљена у прихватилишта за хитне случајеве без родитељског пристанка. Њујорк такође признаје право на прихватилиште за хитне случајеве, утврђено декретом о сагласности из 1981. године за случај Калахан против Керија.

### Нигерија
Право на адекватно становање је признато у уставу из 1999. године, тачније у члану 43 који каже да „сваки грађанин Нигерије има право да стекне и поседује непокретну имовину било где у Нигерији“. Даље је у члану 44 наведено да „ниједна покретна имовина или било какав интерес на непокретној имовини не сме се принудно одузети и никакво право на таквој имовини или интерес на њој не сме се принудно стећи ни у једном делу Нигерије, осим на начин и у сврхе прописане законом који, између осталог: захтева брзу исплату надокнаде и осигурава странкама приступ суду ради утврђивања њиховог интереса у имовини и износа надокнаде која се плаћа“. Одредбе члана 16(2)(д) устава у Основним циљевима и директивним принципима државне политике, које наводе да ће „држава усмерити своју политику ка обезбеђивању одговарајућег и адекватног смештаја за све грађане“, подразумевају признавање потребе за обезбеђивањем смештаја грађанима, али такво право искључује право на адекватно становање. Поред тога, члан 6(6)(ц) устава прогласио је Основне циљеве и директивне принципе несудним.
Услови становања људи у Нигерији нису у складу са међународним законима и стандардима о људским правима, посебно када су у питању рањиве групе као што су жене, староседеоци, ЛГБТ+ заједница, интерно расељена лица и особе са инвалидитетом (ОИО) у руралним срединама Абуџе, Лагоса и Порт Харкорта. Године 2014, Светска здравствена организација и Уницеф су изјавили да 69% градског становништва Нигерије живи у „сламовима“ без основних погодности попут воде за пиће, санитарних услуга, струје, одвоза смећа и асфалтираних путева. Такође, Нигеријско демографско и здравствено истраживање из 2013. године показало је да 57 милиона, односно 130 милиона Нигеријаца нема приступ безбедној води, односно адекватним санитарним условима. Према Федералној хипотекарној банци Нигерије, 2019. године је постојао дефицит од 22 милиона стамбених јединица. Влада државе Лагос је изјавила да је стамбени дефицит у држави 2,5 милиона јединица, при чему 70% укупног становништва живи у неформалним становима. Потражња за становима у Абуџи, Ибадану и Кану годишње расте за 20 процената. Генерално, становање на приватном тржишту може себи да приушти само неколицина. Постоји мало станова за изнајмљивање, што захтева од станара да плате кирију унапред дуже од годину дана. Контроли или ограничењу кирије се не посвећује пажња, као ни односима између станодавца и закупца, а закони о регулацији се слабо спроводе.
На основу анкете стручњака за људска права коју је спровела Иницијатива за мерење људских права 2019. године, Нигерија чини само 35,5% онога што би требало да буде могуће на њеном нивоу прихода у погледу права на адекватно становање.